# Oscorna Dünger
Die Oscorna Dünger GmbH & Co. KG in Ulm ist ein düngemittelproduzierendes Unternehmen, das die einzige Hornmühle Deutschlands besitzt.

## Geschichte
1935 von einem Mühlenmeister einer insolventen Hornknopffabrik als Nebenerwerb gegründet, spezialisierte sich das Unternehmen ab 1945 auf die Verarbeitung naturnaher pflanzlicher und tierischer Rohstoffe, insbesondere die Produktion von Horndünger. Zunächst firmierte das Unternehmen noch als „Corna-Werk Gebr. Wölper GmbH & Co.“ unter der Leitung des neu eingetretenen Gesellschafters Robert Schulmeister († 1991; nach ihm ist heute der Ulmer Waldorfkindergarten benannt). 1952 wurde das Kunstwort „Oscorna“ als Marke geschützt und das Unternehmen umfirmiert. Das verwendete Hornmaterial wird heute vorwiegend aus Osteuropa importiert, um hier weiterverarbeitet zu werden, da in Deutschland die Handentkernung der Hörner unbezahlbar wäre. Inzwischen kauft Oscorna auch extern gemahlenes Horn an, um es mit eigenen Produkten zu Düngermischungen weiterzuverarbeiten. Großschrotiges Horn wird allerdings noch hauseigen gemahlen.
Das Unternehmen hat etwa 100 feste Mitarbeiter und ist in Deutschland Marktführer im Bereich organischer Mischdünger (= Naturdünger) für den Hobbygarten.
Für besondere Leistungen im Bereich Umweltschutz wurde dem Unternehmen 1997 der Umweltpreis der Stadt Ulm verliehen, 1998 eine „Anerkennung für Unternehmen im Bereich Industrie“ vom Umweltministerium Baden-Württemberg, 2005 erhielt das gesamte Produktsortiment das „Österreichische Umweltzeichen“. 2006 wurde Oscorna Animalin vom Magazin Öko-Test mit sehr gut bewertet.
Zitat: „1950 hätten wir uns auch fragen können, mit welchen Produkten erreichen wir am schnellsten einen hohen Umsatz und verdienen das meiste Geld. Aus Verantwortung heraus wurde die Entscheidung getroffen, dass wir nur Produkte herstellen wollen, die weder Mensch noch Tier noch Pflanze noch Boden in irgend einer Form schädigen. … Wir waren in den Augen unserer Konkurrenten miserable Kaufleute, verzichteten wir doch jahrelang auf mehrere Millionen Mark Umsatz und Gewinn.“
Horst Mayer, ab 1977 geschäftsführender Gesellschafter des Unternehmens
Nachfolger des verstorbenen Unternehmensleiters Horst Mayer ist seit 2008 Thomas Mayer.